# Fährstraße 8/10 (Stralsund)

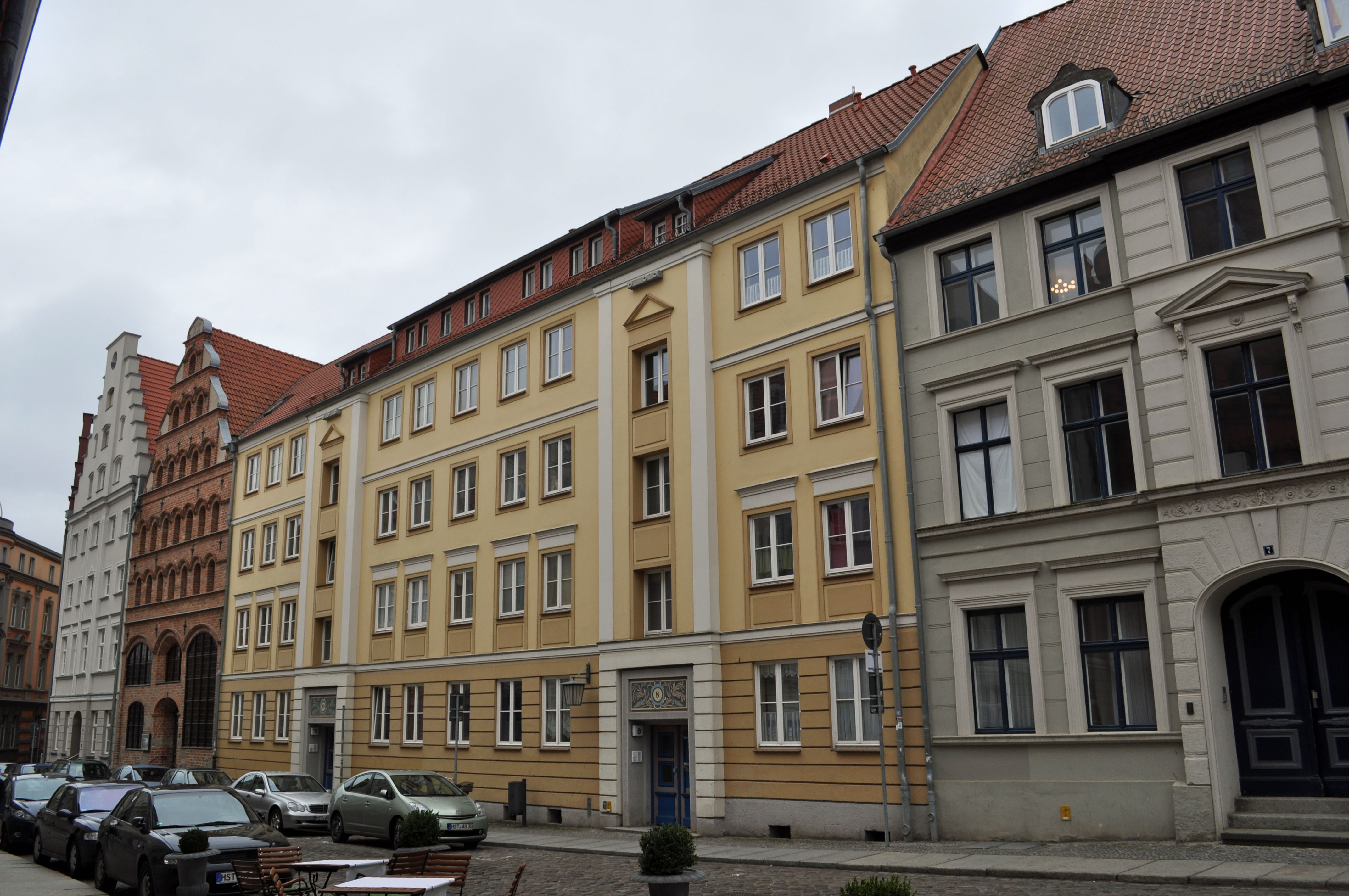
Das Haus Fährstraße 8/10 in Stralsund (2012)

Das Doppelgebäude mit der postalischen Adresse Fährstraße 8/10 ist ein denkmalgeschütztes Bauwerk in der Fährstraße in Stralsund.
Das viergeschossige und zwölfachsige, verputzte Traufenhaus mit seiner schlichten Fassade wurde im Jahr 1952 anstelle von durch den Bombenangriff auf Stralsund am 6. Oktober 1944 zerstörten Gebäuden errichtet.
Das Haus liegt im Kerngebiet des von der UNESCO als Weltkulturerbe anerkannten Stadtgebietes des Kulturgutes „Historische Altstädte Stralsund und Wismar“. In die Liste der Baudenkmale in Stralsund ist es mit der Nummer 164 eingetragen.